# Andelfingen (huyện)
Huyện Andelfingen là một trong 12 huyện của bang nói tiếng Đức, bang Zurich, Thụy Sĩ.
Huyện này trùng với Zürcher Weinland, giáp giới bởi Rhine về phía bắc và tây, giáp bang Thurgau về phía đông, giáp Winterthur về phía nam và giáp Irchel về phía tây nam.

## Các đô thị
Andelfingen có 24 đô thị sau:
| Đô thị               | Dân số (31 December 2014) | Diện tích, km² |
| -------------------- | ------------------------- | -------------- |
| Adlikon              | 609                       | 6.71           |
| Andelfingen          | 2.154                     | 6.65           |
| Benken               | 824                       | 5.67           |
| Berg am Irchel       | 579                       | 7.06           |
| Buch am Irchel       | 923                       | 10.26          |
| Dachsen              | 2.001                     | 2.69           |
| Dorf                 | 643                       | 5.55           |
| Feuerthalen          | 3.497                     | 2.49           |
| Flaach               | 1.361                     | 10.16          |
| Flurlingen           | 1.420                     | 2.40           |
| Henggart             | 2.274                     | 3.01           |
| Humlikon             | 498                       | 3.70           |
| Kleinandelfingen     | 2.063                     | 10.36          |
| Laufen-Uhwiesen      | 1.635                     | 6.27           |
| Marthalen            | 1.986                     | 14.11          |
| Oberstammheim        | 1.154                     | 9.36           |
| Ossingen             | 1.389                     | 13.07          |
| Rheinau              | 1.312                     | 8.96           |
| Thalheim an der Thur | 916                       | 6.44           |
| Trüllikon            | 1.013                     | 9.52           |
| Truttikon            | 463                       | 4.42           |
| Unterstammheim       | 898                       | 7.32           |
| Volken               | 339                       | 3.21           |
| Waltalingen          | 675                       | 7.25           |
| Tổng cộng            | 30.626                    | 166.64         |